# Vicente Massot
Vicente Gonzalo María Massot (Manila, Filipinas, 14 de abril de 1952) es un periodista, politólogo y empresario de medios de comunicación argentino nacido en Filipinas. Fue el dueño y director del periódico La Nueva Provincia. Fue el primer periodista en la historia argentina en ser imputado como responsable de delitos de lesa humanidad. En 2016 fue dictada la falta de mérito a la causa en su contra. Dicha sentencia fue apelada ante la Corte Suprema.
Su sobrino, Nicolás Massot, fue diputado nacional y jefe de bancada del bloque del PRO en la Cámara de Diputados entre 2015 y 2019.

## Revista Cabildo
Desde 1972, Massot contribuyó en la revista, Cabildo, siendo su secretario de redacción. Luego de que la dictadura militar clausurara la revista por las críticas a la debilidad del gobierno, siguió cumpliendo el mismo rol en las revistas continuadoras El Fortín y Restauración.
En 2016 se conoció que Massot era nombrado en los archivos del terror, donde constaba su amistad con el agente secreto de la Dirección de Inteligencia Nacional chilena (DINA), Enrique Arancibia Clavel, y sus reuniones semanales en la redacción de la Revista Cabildo. En los cables secretos enviados por el espía, se menciona que Massot le había solicitado información "«para hacer una campaña» en sus medios «sobre la penetración soviética en América Latina».

## La Nueva Provincia
En 1955, la dictadura conducida por Pedro Aramburu intervino el diario La Nueva Provincia y se lo otorgó al padre de Vicente, Federico Ezequiel Massot. Luego de la muerte de este, la dirección del diario quedó en manos de su esposa, Diana Julio de Massot. En 1958, la empresa adquirió la emisora local LU2 Radio Bahía Blanca y se le dio a través de un decreto la licencia del Telenueva Canal 9, manteniendo una línea fuertemente oficialista para con la dictadura de Pedro Eugenio Aramburu, lo que le valdría grandes beneficios económicos por parte del gobierno de facto. Desde esos años, su línea editorial se orientó especialmente hacia la denuncia del accionar de la izquierda revolucionaria, posición que se iría intensificando hasta llegar a hacerse extensiva a los protagonistas militares y civiles del proceso que proyectaría al peronismo al poder en 1973
Vicente Massot afirma haber ingresado a trabajar en el periódico a principios de 1976. Sin embargo, la Unidad de Asistencia para Causas por Violaciones a los Derechos Humanos durante el Terrorismo de Estado presentaron en la causa en su contra un acta del 28 de septiembre de 1975 donde consta que «las relaciones laborales con el personal se canalizaran a través del Sr. Vicente Massot».
En 2016, el empresario de transporte Gustavo Elías, vicepresidente de la UIA de Bahía Blanca, compró el centenario diario La Nueva Provincia.

## Acusaciones
La Unidad Fiscal acusa a Massot de ser coautor del homicidio, cometido en 1976, de los obreros gráficos y sindicalistas de base Heinrich y Loyola tras un conflicto sindical registrado el año anterior en La Nueva Provincia, principal diario de la localidad del sur bonaerense. Por esta acusación fue sobreseído en el año 2016.
También lo acusan de haber efectuado "aportes esenciales" para "el ocultamiento deliberado de la verdad" en los secuestros, torturas y homicidios de 35 personas a través de tareas de acción psicológica desde las páginas del diario, al servicio de los represores de la dictadura.
Se les imputa haber formado parte del plan criminal que posibilitó el genocidio de la última dictadura. Según investigaciones el diario jugó un papel fundamental en la construcción de un discurso legitimador del golpe cívico-militar junto a otros diarios como La Nación, Clarín, El Día de La Plata y El Popular de Olavarría.
En julio de 1976 se produjo la desaparición forzada de los obreros gráficos Enrique Heinrich y Miguel Ángel Loyola, que trabajaban en La Nueva Provincia y fueron encontrados posteriormente asesinados, por este crimen el director y dueño del diario Vicente Massot se encuentra imputado por delitos de lesa humanidad. Massot también está acusado por la Unidad Fiscal de Derechos Humanos de integrar "junto con los mandos militares una asociación ilícita con el objetivo criminal de eliminar un grupo nacional", para lo cual habría contribuido desde el multimedio actuando "de acuerdo a las normativas y directivas castrenses y en cumplimiento de tales" órdenes. Diana Julio, era directora en esos momentos. Bajo la dictadura, en el mismo edificio del diario funcionaba un Centro Clandestino de Detención (CCD), en esos años fueron desaparecidos los obreros gráficos Enrique Heinrich y Miguel Ángel Loyola También el diario ha jugado un papel decisivo en la dictadura.
En 2014 trascendió que Vicente Massot requería información a un espía de la inteligencia chilena del dictador, Augusto Pinochet, para llevar adelante una campaña en sus medios “sobre la penetración soviética en América Latina”.
Así lo reveló el portal del Ministerio Público Fiscal, que publicó una serie de documentos del espía chileno, Arancibia Clavel, donde dejaba asentada la relación de Massot con el régimen de Pinochet. En los mensajes que el espía chileno enviaba a sus jefes indicaba que lo unía a Massot “una antigua amistad” y se reunía semanalmente con la redacción de la revista Cabildo, donde Massot ejercía como secretario de redacción. También otros documentos secretos revelaron el apoyo lógistico que brindó Massot al Plan Cóndor.